# 심판 (1982년 영화)
《심판》(영어: The Verdict)은 1982년 개봉한 미국의 법률 드라마 영화이다. 시드니 루멧이 감독을, 데이비드 매밋이 각본을 맡았다. 배리 리드의 동명 소설이 원작이다.

## 출연진
- 폴 뉴먼
- 샬럿 램플링
- 잭 워든
- 제임스 메이슨
- 마일로 오셰이
- 린지 크라우스
- 에드워드 빈스
- 줄리 보바소
- 록샌 하트
- 조 세네카

## 기타 제작진
- 미술: 에드워드 피소니
- 의상: 애나 힐 존스톤

## 우리말 녹음
MBC 성우진 (1989년 1월 21일)
KBS 성우진 (1995년 3월 26일)
- 유강진 - 갤빈 (폴 뉴먼)
- 김현직
- 최흘
- 김태연
- 남궁윤
- 유민석
- 문영래
- 유명숙
- 이종구
- 윤기황
- 이연희
- 김준
- 강은영
- 이재용